# I Have Nothing
I Have Nothing – utwór amerykańskiej piosenkarki Whitney Houston wydany w 1993 i umieszczony na ścieżce dźwiękowej do filmu Bodyguard (1993). Autorami piosenki są David Foster i Linda Thompson.